# Данні Кент
Данні Кент (англ. Danny Kent; 25 листопада 1993, Чиппенгем, Вілтшир, Велика Британія) — британський мотогонщик, чемпіон світу з шосейно-кільцевих мотогонок серії MotoGP в класі Moto3 (2015). У сезоні 2016 року виступає в класі Moto2 за команду «Leopard Racing» під номером 52, який отримав від свого кумира Джеймса Тоузленда.

## Кар'єра
Данні з дитинства мав пристрасть до мотоциклів. У шестирічному віці він взяв участь у перших змаганнях з мінімото. Завдяки успішним виступам у змаганнях національного та міжнародного рівнів Кент отримав підтримку впливових спонсорів.
Згодом його під свою опіку взяв Роджер Барнетт — колишній мотогонщик та успішний підприємець, який до цього вивів на світовий рівень Джеймса Тоузленда та Нейла Ходжсона. Він допоміг Кенту знайти спонсорів та познайомив з відомими гонщиками.
У 2010 році Данні вперше взяв участь у гонці чемпіонату світу з шосейно-кільцевих мотоперегонів серії MotoGP, виступивши на рідному для себе Гран-Прі Великої Британії в Сільверстоуні по вайлд-кард у гонці класу 125cc. Наприкінці сезону він отримав запрошення від команди «Lambretta Reparto Corse» і провів у її складі останні 5 гонок сезону, замінивши Ісаака Віньялеса. У шести Гран-Прі сезону Данні не набрав жодного очка, але на наступний рік отримав запрошення від команди Акі Айо «Red Bull Ajo MotorSport».
Сезон 2011 став першим повноцінним сезоном британця. Він продемонстрував низку непоганих результатів, а найкращим його результатом стало 4-е місце на Гран-Прі Іспанії. У загальному заліку він посів 11-е місце. По закінченню сезону клас 125cc був замінений на Moto3 — дозволений максимальний робочий об'єм двигуна мотоцикла був збільшений до 250 см³. Це залучило до участі у змаганнях нових виробників та команди, проте Кент на наступний сезон залишився з «Ajo Motorsport».
Перша половина сезону 2012 пішла на пристосування до нових правил та техніки, але наприкінці року Данні зумів вийти на високий рівень. На Гран-Прі Нідерландів він вперше піднявся на подіум, посівши третє місце, а у Японії здобув свою дебютну перемогу у серії. До неї він додав ще одну в Валенсії та зайняв у загальному заліку четверте місце.
На наступний сезон Кент вирішив спробувати свої сили у вищому класі — Moto2, приєднавшись до заводської команди Tech 3. На жаль мотоцикл Mistral 610 не дозволяв йому на рівні конкурувати з найкращими гонщиками і він лише зрідка потрапляв у залікову зону. По закінченню сезону Данні ухвалив правильне рішення повернутися до класу Moto3, відгукнувшись на пропозицію добре знайомого йому Акі Айо. Останній якраз мав намір працювати над розвитком бренду Husqvarna, створивши нову команду «Red Bull Husqvarna Ajo». Кенту він відвів роль першого гонщика.
У сезоні 2014 високу результати знову повернулись до Данні — двічі він приїжджав третім (у Чехії та Арагоні), здобув один поул (у Японії) та закінчив сезон на 8 місці.

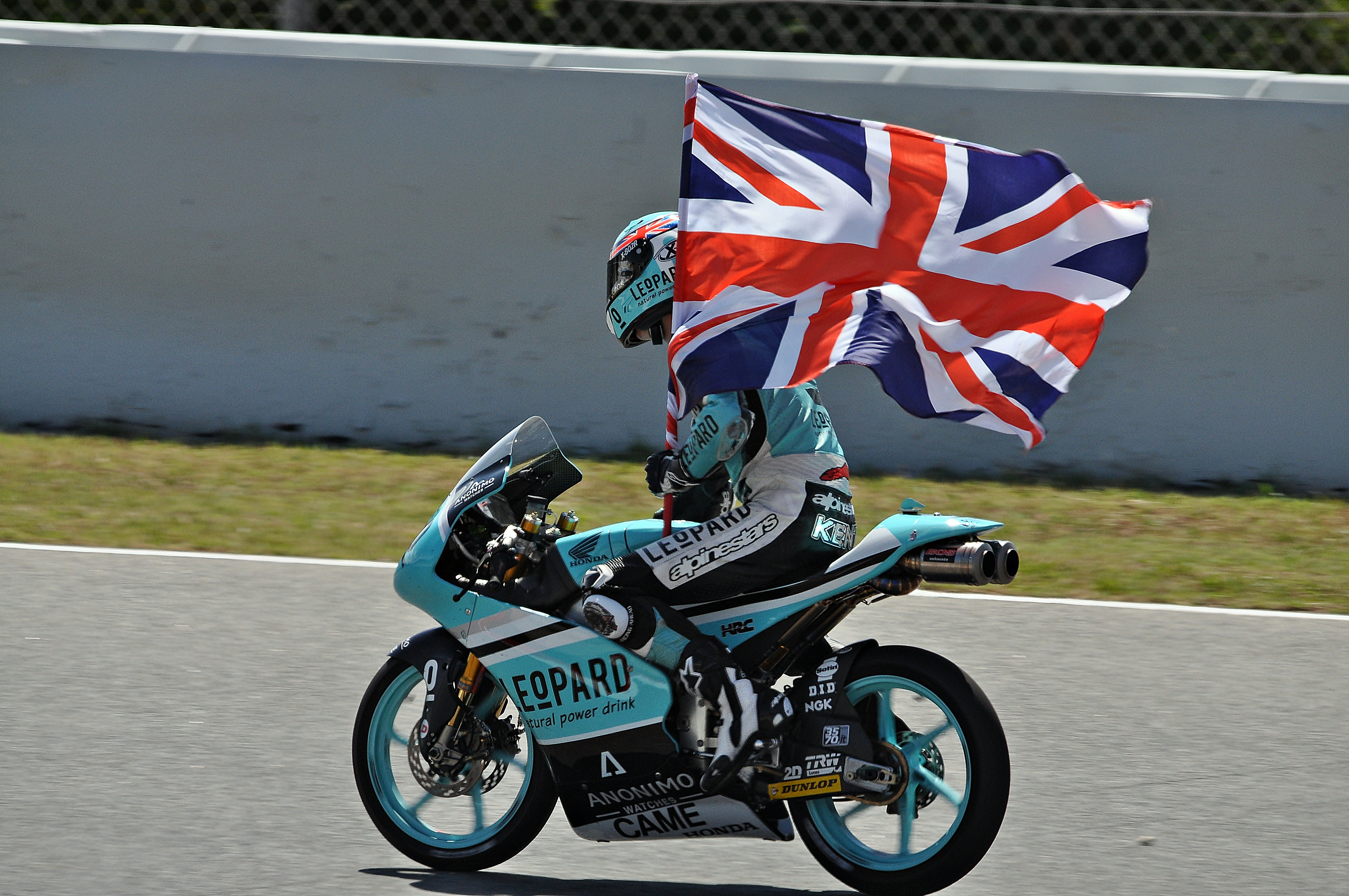
Данні Кент — переможець Гран-Прі Каталонії-2015

На сезон 2015 Кент приєднався до команди Штефана Кіфера «Kiefer Racing», який у сезоні 2011 зробив чемпіоном світу Штефана Брадля. Перед стартом сезону команда отримала нового титульного спонсора в особі виробника енергетичних напоїв «Leopard Natural Power Drink». Партнерами Данні по команді стали Ефрен Васкес та Хірокі Оно, а у своє розпорядження він отримав чи не найкращий мотоцикл серії Honda NSF250RW. Вже зі старту сезону Кент зробив серйозну заявку на чемпіонство: в Катарі він фінішував третім, а в Америці та Аргентині здобув дві перемоги поспіль, що не вдавалось жодному британцю з 1971 року, з часів панування у чемпіонаті Баррі Шина.
Загалом у першій половині сезону в 9 гонках Данні здобув 5 перемог, 8 разів фінішувавши на подіумі. Найгірший результат він здобув у Франції, де фінішував четвертим (щоправда, у гонці він стартував з 31-го місця). В загальному заліку він лідирував з 76 очковою перевагою над найближчим переслідувачем — Енеа Бастіаніні. Таке серйозне домінування у «найлегшому» класі востаннє було зафіксоване у сезоні 1997, коли Валентіно Россі у перших 9 гонках 7 разів здобув перемогу. Завдяки цій перевазі британець вже за чотири гонки до закінчення чемпіонату, на Гран-Прі Японії, вже мав можливість достроково оформити чемпіонство в класі, проте залишив це задоволення на останню гонку сезону у Валенсії. Там йому достатньо було фінішувати на 14 місці, проте він приїхав 9-им.
Кент став першим чемпіоном-британцем з далекого 1977, коли тріумфував Баррі Шин.
На сезон 2016 Данні перейшов разом з командою до класу Moto2, а його напарником став португалець Мігел Олівейра.

### Статистика виступів у MotoGP

#### В розрізі сезонів
| Сезон | Клас  | Команда                 | Мотоцикл           | Гонки | Пер | Под | ПП | НК | Очки | Місце |
| ----- | ----- | ----------------------- | ------------------ | ----- | --- | --- | -- | -- | ---- | ----- |
| 2010  | 125cc | Aztec Grand Prix        | Honda RS125R       | 1     | 0   | 0   | 0  | 0  | 0    | —     |
| 2010  | 125cc | Lambretta Reparto Corse | Lambretta 125      | 5     | 0   | 0   | 0  | 0  | 0    | —     |
| 2011  | 125cc | Red Bull Ajo MotorSport | Aprilia RSA125     | 17    | 0   | 0   | 0  | 0  | 82   | 11    |
| 2012  | Moto3 | Red Bull KTM Ajo        | KTM M32            | 17    | 2   | 3   | 1  | 1  | 154  | 4     |
| 2013  | Moto2 | Tech 3                  | Tech 3 Mistral 610 | 15    | 0   | 0   | 0  | 0  | 16   | 22    |
| 2014  | Moto3 | Red Bull Husqvarna Ajo  | Husqvarna FR250GP  | 18    | 0   | 2   | 1  | 0  | 129  | 8     |
| 2015  | Moto3 | Leopard Racing          | Honda NSF250RW     | 18    | 6   | 9   | 5  | 3  | 260  | 1     |
| 2016  | Moto3 | Leopard Racing          | Kalex Moto2        |       |     |     |    |    |      |       |